# Nient'altro che la verità
Nient'altro che la verità (titolo originale The Second Confession) è il dodicesimo romanzo giallo di Rex Stout con Nero Wolfe protagonista.

## Trama
James Sperling, presidente delle Miniere Continentali Riunite, ha urgente bisogno di un'informazione su Louis Rony: vuole la prova che sia comunista. Lui un comunista in casa non lo vuole, e sua figlia Gwenn se ne è innamorata. Ha tremendamente fretta e per questo ha deciso di rivolgersi al primo investigatore del paese, Nero Wolfe. Ma appena iniziate le indagini Wolfe riceve una telefonata minacciosa che lo invita a troncare tutto. La voce dello sconosciuto è quella inconfondibile di Arnold Zeck, capo di una potente organizzazione criminale e nemico dell'investigatore. Nero Wolfe, come è ovvio, non molla, e la lotta tra i due avrà risvolti violenti e drammatici: Zeck fa distruggere a colpi di mitra la serra con le preziose orchidee coltivate dall'investigatore. La situazione cambia quando Rony viene ritrovato assassinato nel parco della villa di campagna di Sperling, che incarica Wolfe e Archie delle indagini. Wolfe si ritrova così, paradossalmente, a lavorare anche nell'interesse del suo nemico.

### Personaggi principali
- Nero Wolfe: investigatore privato
- Archie Goodwin: suo assistente
- Fritz Brenner: cuoco e maggiordomo
- Arnold Zeck: nemico di Nero Wolfe
- Lon Cohen: giornalista
- James U. Sperling: presidente della Miniere Continentali Riunite
- Signora Sperling: sua moglie
- Jimmy, Madeline, Gwenn: figli di Sperling
- Louis Rony: fidanzato di Gwenn
- Webster Kane: studioso di economia
- Paul Emerson: conferenziere
- Connie Emerson: sua moglie
- Archer: procuratore distrettuale della contea di Westchester
- Dykes: capo della polizia della contea
- Cramer: ispettore della Squadra Omicidi

## Edizioni
- Rex Stout, Nient'altro che la verità, traduzione di Ida Omboni, collana Oscar Gialli (n. 231), Arnoldo Mondadori Editore, 1990,  p. 157, ISBN 88-04-34092-4.